# Новая медицинская газета
«Новая медицинская газета (НМГ)» (у перекладі з рос.  — «Нова медична газета») — російська газета, одне з періодичних видань РосіÏ. Заснована в 1992 року.

## Історія
В якості газети федерального рівня була започаткована в 1992 році у Москві групою журналістів (Анатолієм Барановим, Андрієм Гусєвим, Олександром Ляском та іншими; частина з них мала медичну освіту i досвід практичноÏ роботи в галузі охорони здоров’я), які  працювали у популярному виданні «Московський комсомолець» та  російськоÏ газеті «Ступені».
Видання зареєстровано у Міністерстві друку та інформації Російської Федерації в грудні 1992 року.
Першій номер «НМГ» вийшов 18 травня 1993 року. Засновники газети — група фізичних та юридичних осіб. Головний редактор (з 1993 року) — Андрій Гусєв.
До 2001 року «НМГ» виходила в друкарському вигляді. В нулеві та  десяті роки «НМГ» існує  переважно як інтернет-видання.  Існує  сторінка «НМГ» у  Facebook.
Серед авторів газети відомі журналісти — Сергій Аман, Анатолій Баранов, Андрій Гусєв,  Сергій Сокуров, інші.

## Тематика та формат газети
У 90-роки газета  друкувалась  у форматі А3 i А4.
Тематика видання — розповсюдження медичноÏ інформаціÏ, також  суспільно-політичних новин.
Особливістю «НМГ» було  та  лишається те,  що автори газети пишуть не тільки на медичні теми. Наприклад, в газеті є літературна сторінка,  створена разом з громадським фондом «Союзу літераторів Москви».